# Trenton High School
 (août 2016).
Trenton High School est un lycée canadien situé à Trenton (Ontario). C'est le lycée principal de la localité.

## Personnalités notables
- Al Purdy, poète canadien